# كلاوديو مارانجوني
كلاوديو مارانجوني (بالإسبانية: Claudio Marangoni)‏ هو لاعب كرة قدم أرجنتيني في مركز الوسط، ولد في 17 نوفمبر 1954 في روساريو في الأرجنتين. شارك مع منتخب الأرجنتين لكرة القدم. أما مع النوادي، فقد لعب مع إنديبندينتي وبوكا جونيورز وتشاكاريتا جيونيورز ونادي سان لورينزو ونادي سندرلاند وهوراكان.

## وصلات خارجية
- كلاوديو مارانجوني على موقع الاتحاد الأوربي (الإنجليزية)
- كلاوديو مارانجوني على موقع قاعدة بيانات كرة القدم.إي يو (الإنجليزية)